# Salvador de Alba
Salvador de Alba jr. (Guadalajara, 11 december 1999) is een Mexicaans autocoureur.

## Carrière

### Vroege carrière
De Alba begon zijn autosportcarrière in het karting in 2010, waar hij tot 2015 actief bleef. In 2014 reed hij ook kortstondig in het formuleracing in het Zuid-Amerikaanse Formule 4-kampioenschap in een van de weekenden op het Autódromo Víctor Borrat Fabini, waarin hij in een race vierde werd. In 2015 en 2016 reed hij in de Super V8-klasse van de Mexicaanse Super Copa en werd hierin achtereenvolgens twaalfde en vierde.

### NASCAR PEAK Mexico
Tussen 2017 en 2023 reed De Alba ieder jaar in de NASCAR Mexico Series voor het Sidral Aga Racing Team Toyota. In 2018 behaalde hij zijn eerste zege op het Trióvalo Internacional de Cajititlán. In 2019 werd hij met drie zeges tweede in de eindstand, en in 2020 won hij twee races en werd hij vierde. In 2021 werd hij voor het eerst kampioen in de klasse met vier overwinningen. In 2022 werd hij vijfde, voordat hij in 2023 zijn tweede titel won.

### Indy / USF Pro 2000 Championship
In 2022 maakte De Alba zijn debuut in het Indy Pro 2000 Championship bij het team Jay Howard Driver Development. Hij won zijn eerste race op het binnencircuit van de Indianapolis Motor Speedway en voegde hier op de World Wide Technology Raceway at Gateway een tweede zege aan toe. Ook behaalde hij podiumplaatsen op Road America en de Mid-Ohio Sports Car Course. Met 289 punten werd hij achtste in het kampioenschap.
In 2023 veranderde de Indy Pro 2000 van naam naar het USF Pro 2000 Championship, waarin De Alba overstapte naar Exclusive Autosport. Hij won een race op de Lucas Oil Raceway en behaalde nog drie podiumplaatsen op Indianapolis, het Stratencircuit Toronto en de Portland International Raceway. Met 291 punten werd hij achter Myles Rowe en Kiko Porto derde in de eindstand.

### Indy NXT
In 2024 stapt De Alba over naar de Indy NXT, waarin hij voor Andretti Cape uitkomt.